# Château vicomtal Saint-Pierre de Fenouillet
Le château vicomtal Saint-Pierre de Fenouillet est le château du vicomte de Fenouillèdes construit au XIe siècle. Il est situé dans la commune de Fenouillet (Pyrénées-Orientales). Il est actuellement en ruines et fait l'objet de fouilles depuis 2000.

## Localisation
Les vestiges du château sont situés dans la commune de Fenouillet, dans le département français des Pyrénées-Orientales. Le castrum Saint-Pierre, installé à un carrefour de voies de communication dominait un bourg castral faisant face au château de Sabarda bâti au début du XIIe siècle.

## Historique
Le château et le castrum sont inscrits monument historique le 27 octobre 2015.

## Description
Il subsiste au sein de son enceinte, les restes d'une église romane du XIe siècle